# Конституція Республіки Китай

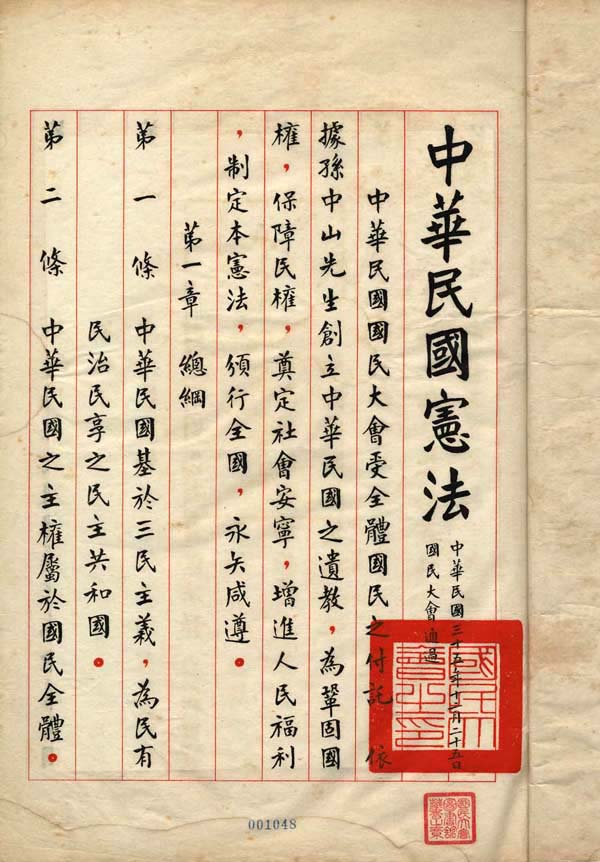
Перша сторінка оригіналу Конституції

Конституція Китайської Республіки (кит. трад.: 中華民國憲法; піньїнь: Zhōnghuá Mínguó Xiànfǎ) — є основним законом Республіки Китай, який з 1949 року керує «Вільною територією Китайської Республіки», яка де-факто охоплює острів Тайвань та деякі прилеглі невеликі острови, єдині території, що не були втрачені Гоміньданом під час Громадянської війни в Китаї проти китайських комуністів. Закон був прийнятий Національними Установчими зборами 25 грудня 1946 року та набув чинності 25 грудня 1947 року, в час, коли Республіка Китай ще мала номінальний контроль над материковою частиною Китаю. Це зробило Китай (з населенням близько 450 мільйонів осіб на той час) найбільшою «паперовою демократією» у світі. Останні правки до конституції були прийняті у 2004 році.
Складена Гоміньданом в рамках третьої стадії національного розвитку (представницької демократії), конституція створила централізовану республіку з п'ятьма гілками влади. Хоча закон був призначений для всього Китаю, він так і не був ефективно реалізований, оскільки на той час Гоміньдан вже повністю був втягнутий в громадянську війну з Комуністичною партією Китаю.
Після відступу Гоміньдану до Тайваню в 1949 році додаткові прийняті «Тимчасові положення на час періоду комуністичного повстання» дали уряду правлячої партії неконституційні повноваження. Попри Конституцію, Тайвань так і залишався авторитарною однопартійною державою. Демократизація почалася в 1980-х роках. Воєнний стан було скасовано в 1987 році, а в 1991 році були скасовані тимчасові положення і до Конституції були внесені поправки, що відобразили втрату урядом материкової частини Китаю, і Конституція, нарешті, сформувала основи багатопартійної демократії.
В 1990-х та на початку 2000-х, прихильники «незалежності Тайваню» виступали за прийняття нової тайванської конституції. Проте, спроби лідерів Демократичної прогресивної партії створити нову Конституцію під час другого терміну президента (від Демократичної прогресивної партії) Чень Шуйбяня зазнали невдачі, тому що на той час опозиційна партія Гоміньдан контролювала Законодавчий Юань. Було вирішено реформувати Конституцію Республіки Китай, а не створювати нову. Поправки до Конституції були запропоновані 26 серпня 2004 року, а ратифіковані президентом 10 червня 2005 року, за згодою обох партій.